# 上海县城墙
上海县城墙是明朝嘉靖年间为抵御倭患护卫上海县治而兴建的城池，旧址位于上海市黄浦区南部。明嘉靖三十二年（1553年）九月，利用倭寇暂时退去的间隙，上海县民集资、捐地并担石运土，利用三个月时间修建完毕。上海县城墙周长9里，高二丈四尺，并有长1620丈、宽6丈、深一丈七尺的城濠。城墙辟门六座，并设有水门三座。上海开埠后，因城墙对内外交通的不便，一度引发县内民众的争议，后采取增辟城门的方式解决。民国元年（1912年），在当时自治人士的建议下，最终上海地方机构同意拆城，并将基址改筑为中华路和法华民国路（今人民路）。目前仅余大境阁与露香园路两段残留城墙，其中大境阁段为上海市文物保护单位。

## 历史

### 筑城以前
蒙古侵亡南宋后，为防范江南地区汉人的反抗，毁江南大部分地区的城垣，因而即使元至元二十八年（1291年）设置上海县时，并未兴筑城池。明朝继起后复筑了宋代城池，但上海由于本无城池，外加民众由于长期从事海洋贸易，多有习武，因而也未兴建城墙。

### 筑城

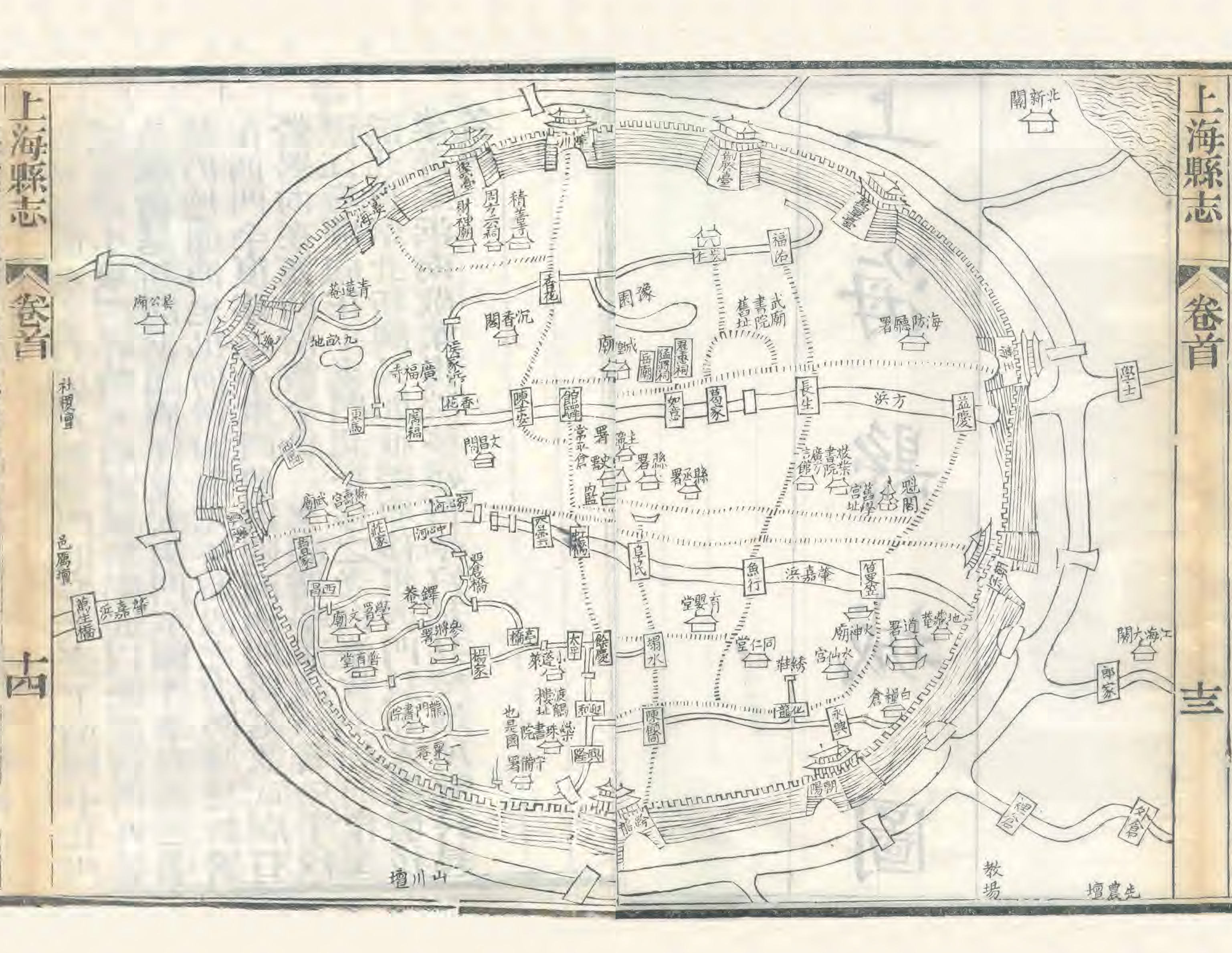
清同治十年（1871）《上海县志》上海县城图

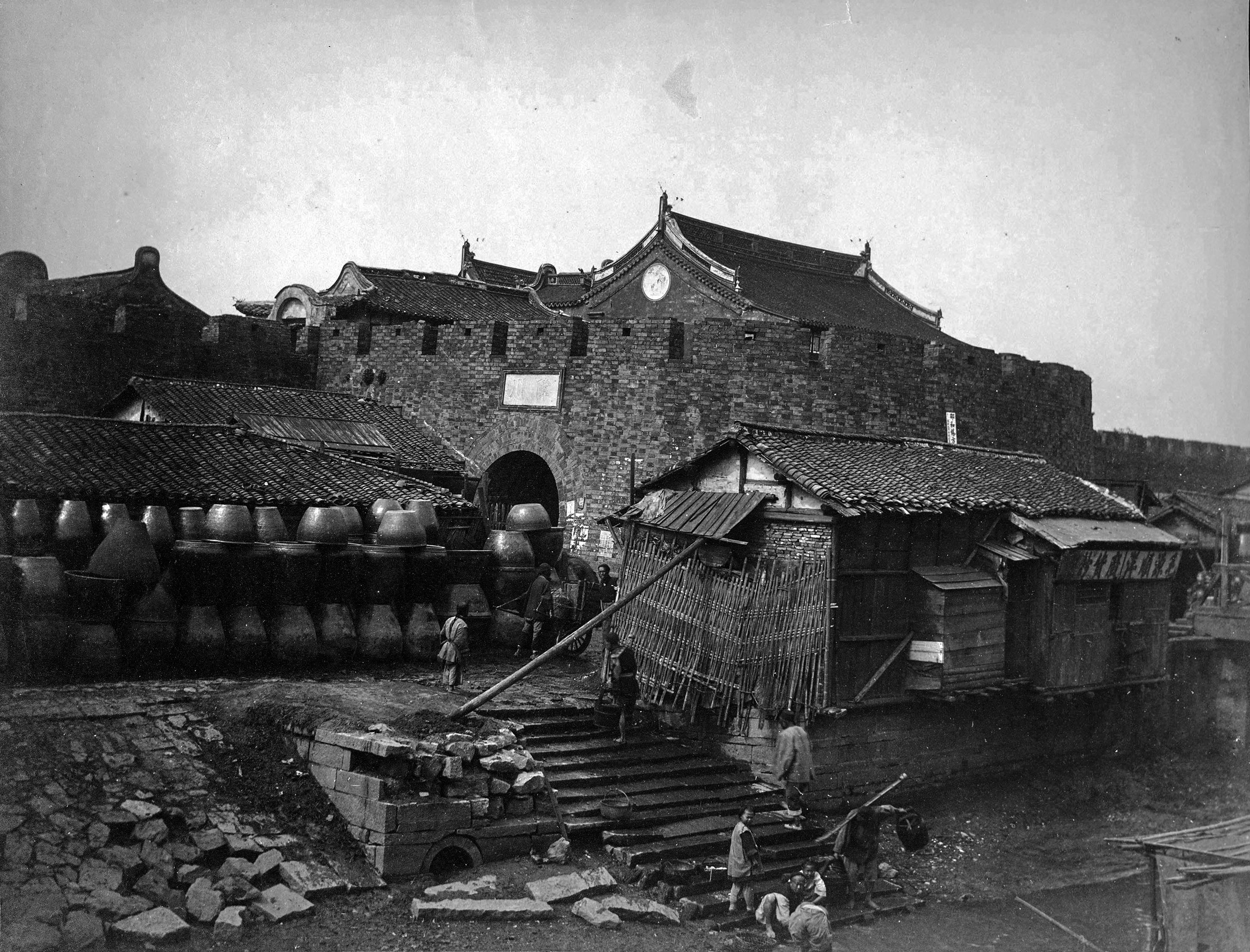
晏海门，十九世紀晚期

明嘉靖三十二年（1553年），倭患进一步加剧，四月、五月间，由于缺乏有效屏障，倭寇多次侵入县内。尤以五月这次最甚，直接导致知县喻显科逃走，县丞宋鳌和指挥武尚文战死，倭寇驻扎七日后焚毁大量官舍民居后撤退。基于此种情况，身为本籍人士的光禄寺少卿顾从礼疏请兴建城墙以抵御倭寇，最终松江知府方廉同意筑城。
嘉靖三十二年十月，利用倭寇退却的契机，工程开工。为抢在倭寇再犯前完成，工程采用版筑法夯筑。此外，民众也踊跃参与，例如倡议筑城的顾从礼捐粟四千石用于建造朝阳门。太常卿陆深的夫人梅氏捐银两千两，并且因城墙穿越所持地产，更毁屋让出地基。博士王相尧也将地产捐出以供筑城。普通民众也担土运石，日夜抢筑，最终於当年腊月完成兴筑。新筑的城墙周长9里，高一丈五尺，同时开辟六座城门，分别为朝宗门、宝带门、 晏海门、仪凤门、跨龙门和朝阳门。民眾依其方位俗稱為大東門、小東門、北門、西門、大南門和小南門。同时在宝带门、朝宗门和仪凤门设置水门，以便方浜和肇嘉浜的流通。嘉靖三十三年正月十八日，倭寇再度来袭，依赖城墙固守的按察司佥事董邦政最终成功抵御。两年后，倭寇再度围城，但仍无法攻破。

### 新修设施
嘉靖三十六年（1557年），同知罗拱辰自朝宗门和宝带门开始於城门处修建敌楼，同时增设箭台，加宽城墙，并在东、北两方要害处增高城墙，修筑高台。后将本次修筑的三座高台命名为万军台、制胜台和振武台。倭患稳定后，将位于顺济庙北的丹凤楼迁建於万军台上，此外於另两座高台上增筑了观音阁和真武庙。万历二十六年（1598年）奉巡抚赵光怀之令，知县许汝魁加高城墙五尺，同时於朝阳门侧新辟水门一座，以沟通40余年前修建城墙而被断绝内外的薛家浜。此后继任的知县徐可求、刘一爌对自大南门迆东至北门一侧，改以巨石垒筑以替换原版筑城墙，以防倾塌。万历四十六年，知县吕浚又有将城墙增高了五分之一，并建川廊八十间。万历年间又於西门北侧的箭台上建楼阁供奉关帝，即现存的大境阁。

### 修補改建

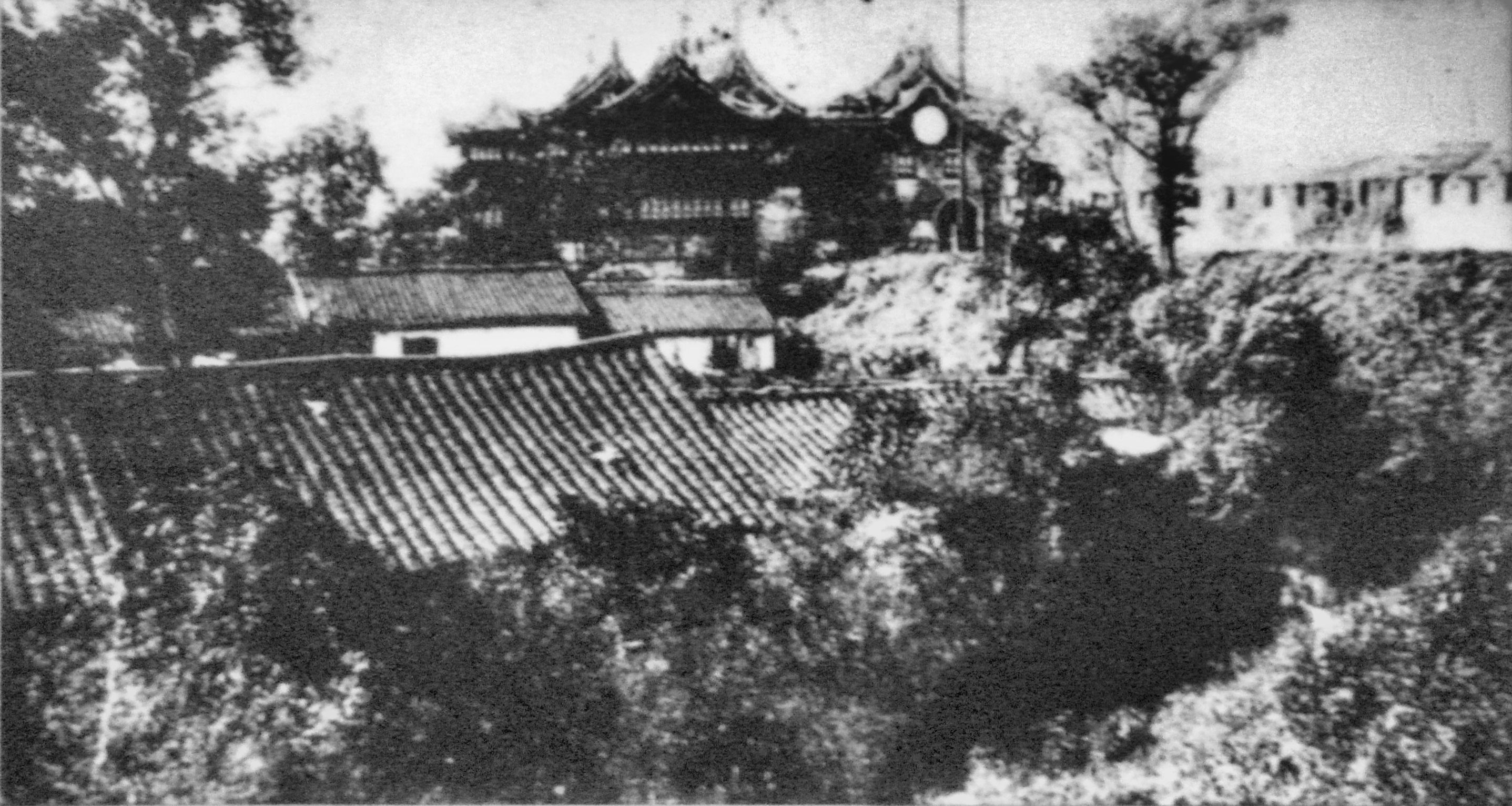
清代大境阁

康熙十九年（1680年），暴风雨毁坏大南门城垣，知县史彩进行修补。乾隆十八年（1753年），知县李希舜疏浚城濠，使舟楫得以同行。此后，城墙又多次坍塌，但多得到修复。道光元年（1821年），时任上海道台的龚丽正倡议重修城墙，并最终於西门增建箭台一座。道光十九年（1839年）因廣東中英摩擦的加劇，又进行了重修。1853年，上海道台吴健彰对城墙附属的防御设施进行了修葺，但随即被小刀会利用上海官员在文庙丁祭之时占领县城，吴健彰被擒，署理知县袁祖德死难。两年后，清军联合法军对上海县城发动进攻，法军动用炮火轰塌北城墙一部分。收复县城后一度将该缺口予以填补，直至1860年该缺口被重新打开，以便于清军进出以抵抗太平军东进。1866年，由潮州商人郭学玩出资8700多两白银，将该缺口改建为城门，并请时任江苏巡抚李鸿章命名该门。李鸿章借鉴韩愈诗词“挽狂澜障百川”，将之命名为障川门。因位于北城墙上，同时较北门为新，故俗称“新北门”。

### 保留、拆除与现状

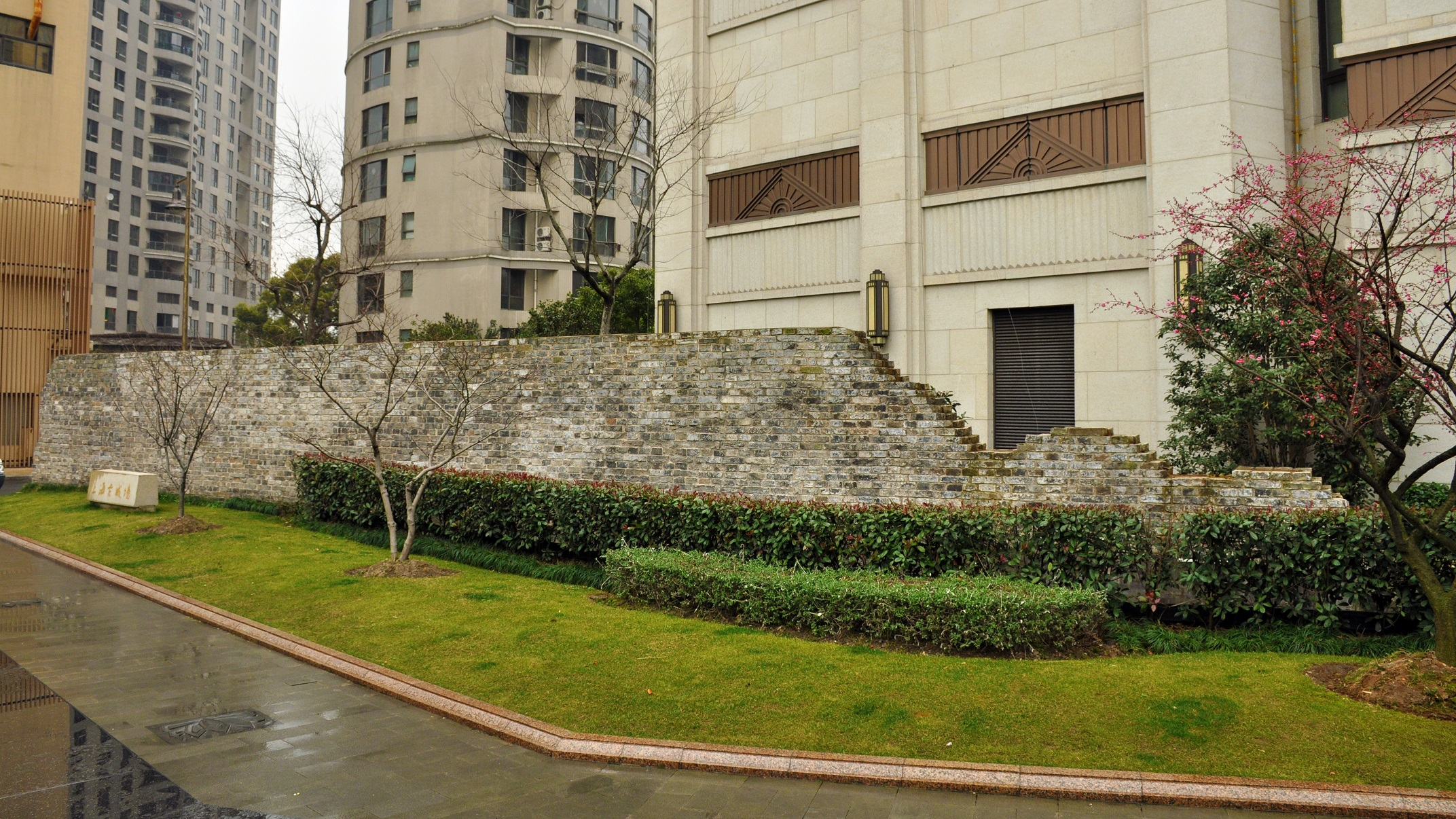
黄浦区文物保护点——露香园路城墙

隨著上海開埠，先後辟筑了英租界（后為公共租界）和法租界，使得原先縣城以北逐漸成為繁榮的新市區，且面積遠較縣城廣大。而縣城經過幾次戰火，外加缺乏現代市政改造，護城河又逐漸淤塞，使得上海縣民眾對城墻逐漸有所不滿。至光緒三十二年（1906年）二月，以士紳姚文枬為首的等人向時任上海道的袁樹勛提議，因城垣的阻礙，使得城內發展漸趨落後，因而建議拆除城墻。但由於當時呼籲保留的勢力仍較強大，加之城墻為國防設施，其興建與拆除均需呈兩江總督、江蘇巡撫首肯，但两江总督极力反对。在此情況下，時任上海城廂內外總工程局的總董李平書居間調停，採取改良方案，即增設城門以利交通，並對其他城墻予以保留。最終於宣統元年（1909年）增開福佑門、尚文門和拱辰門，依據方位和原有城門，民眾俗稱其為新東門、小西門和小北門。此外，對小東門、小南門和老北門進行了加高增筑。
兩年后，上海光復，革命黨人建立滬軍都督府，總管城廂內外軍事與政治事務。李平書被任命為上海民政總長。姚文枬等人上书李平书，再次要求拆城，以振兴商业。此次提案得到李平书和沪军都督的支持。在其努力下，最終於民國元年（1912年）元月成立城濠事务所，市政厅决定先从大东门、水关桥西南至救火联合会一段城墙拆起，其余次第动工，不过一月，三面城墙皆已拆尽。經過兩年最終於民國三年（1914年）完成拆除工作。原有的城墻填平了濠溝，修築為馬路，其南段稱為“中華路”，北段因與法租界相鄰，在租界當局影響下，稱為“法華民國路”。但城濠事务所所在的大境閣，因臨近工程結束且供奉關帝得以倖存至今。2005年因动迁，於露香园路发现被民居包裹的一段城墙，目前分地面及地下两段保存。

## 城门及城濠

### 城门
至拆城前，上海县城共有城门十座、水门四座。最初城门有启闭时间，夜晚6点以后城门即行关闭。闭门后若要进出需持官方发给的“对牌照会”，否则偷行出城将被枷示。后来随着开埠，闭门时间越来越晚，最终成为拆城的主要理由之一。

#### 原有城门

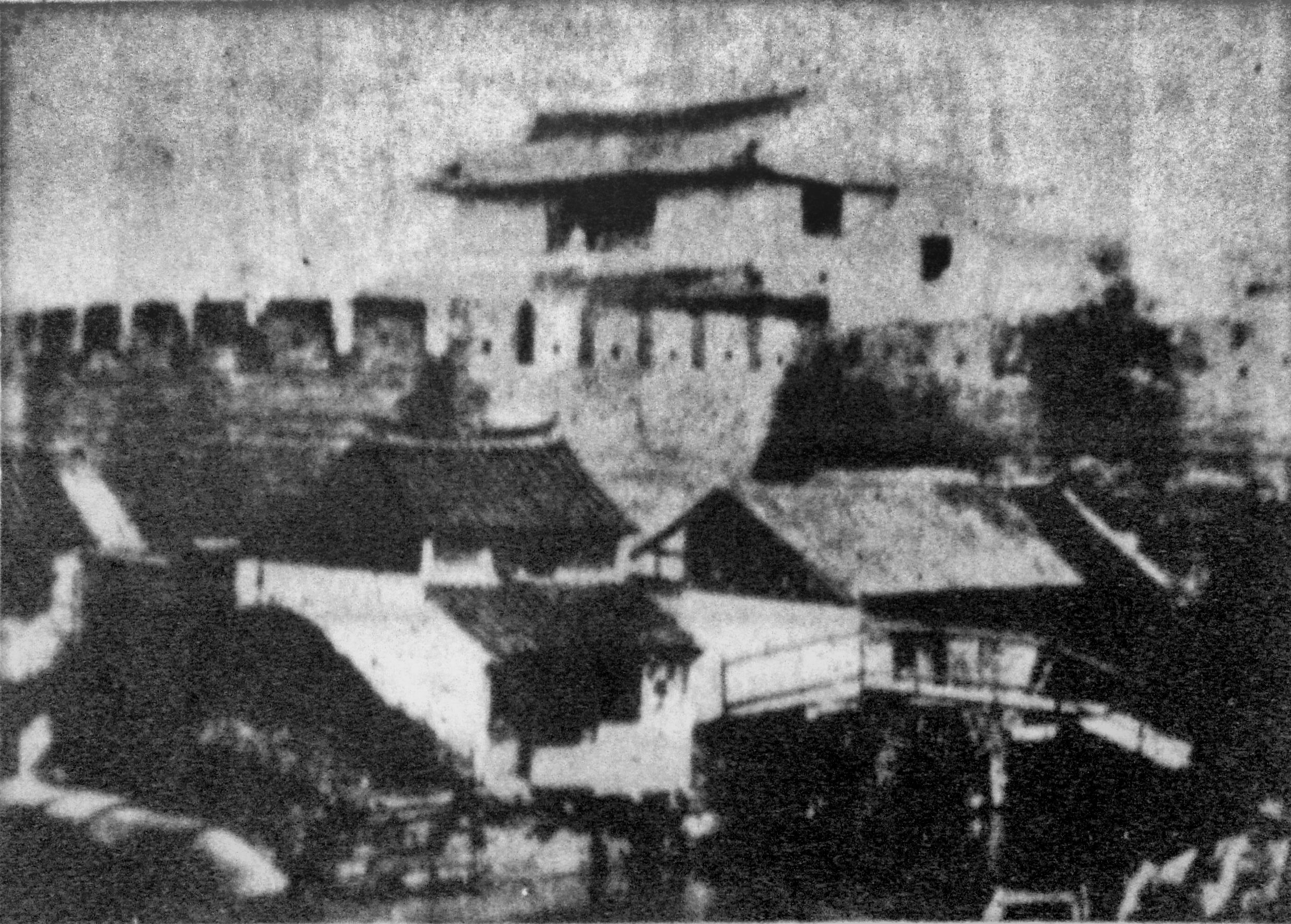
1880年代的老西门

朝宗门，俗称大东门，於嘉靖三十二年（1553年）与城墙同时修筑，旧址位于今中华路、复兴东路路口西侧。同时在其南侧的肇嘉浜上设有水门一座，便于水道与黄浦江相同，水门与城门同时竣工和拆除。
宝带门，俗称小东门，於嘉靖三十二年和城墙同时修筑，旧址位于今人民路、方浜中路口西侧。因陆深夫人梅氏捐银捐地修筑而成，故又称夫人门。宣统二年（1910年）进行改建，民国元年拆除。其南侧方浜上同时兴筑水门一座，同时拆除。
跨龙门，嘉靖三十二年与城墙同时筑成，位于今中华路、光启南路口北侧。因位于县城正南方，因此俗称大南门，民国元年拆除。
朝阳门，嘉靖三十二年与城墙同筑，位于今中华路、黄家路路口北侧，较之大南门俗称小南门。首倡筑城的顾从礼出资捐建。在其北侧的中华路、乔家路路口设有水门一座，原为薛家浜故道，筑城时被切断。万历二十六年（1598年），新筑水门，使薛家浜复通。民国元年拆除。
仪凤门，嘉靖三十二年建造，原俗称西门。位于中华路、复兴东路路口东侧，后因小西门的辟筑，故俗称更为老西门。其南侧设置水门一座，亦跨於肇嘉浜上，民国元年一并拆除。
晏海门，嘉靖三十二年建，原俗称北门。位于人民路、河南南路路口南侧，后因新北门的建造，俗称改为老北门。

#### 新辟城门

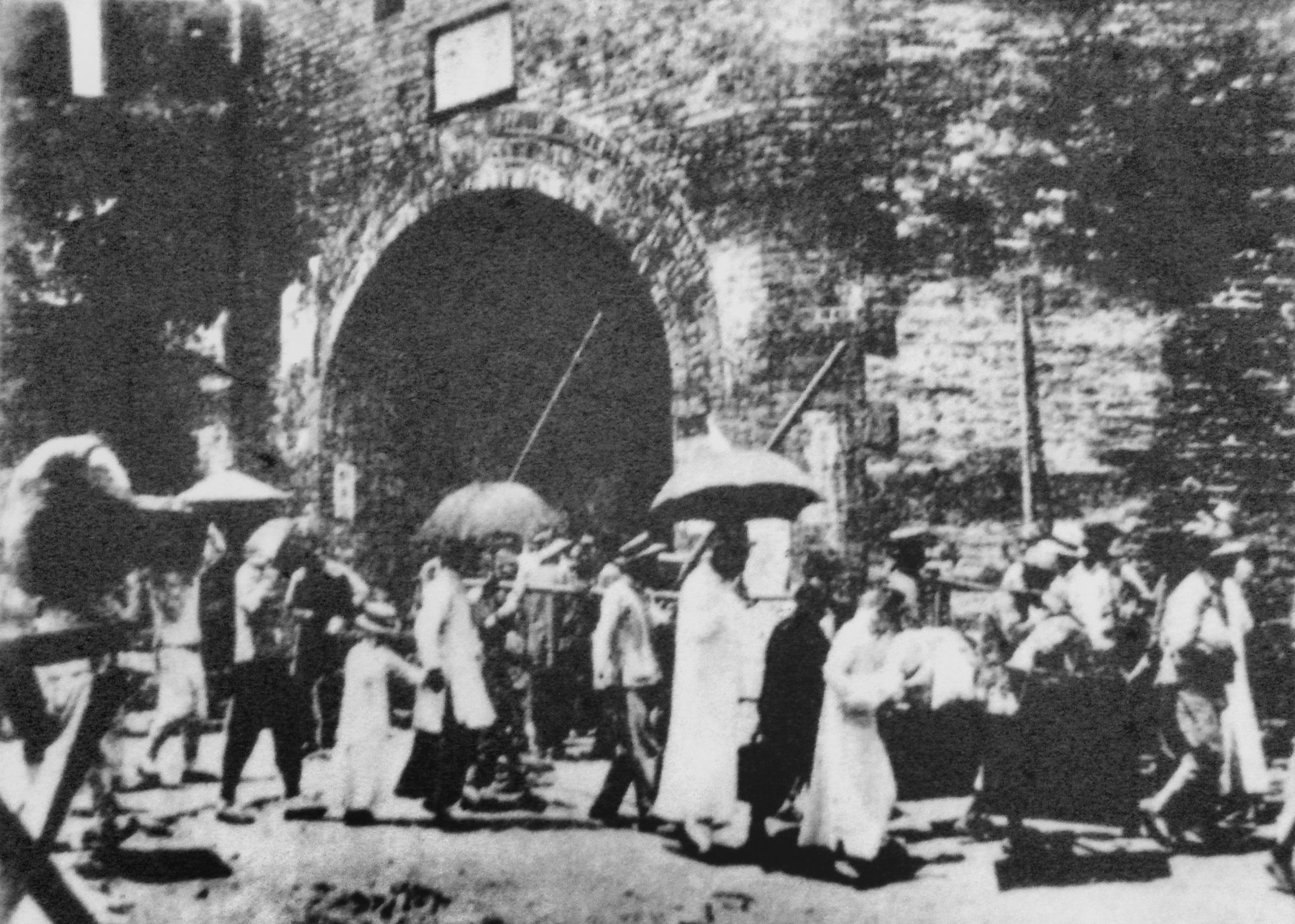
清末的小北门

障川门，俗称新北门，1866年利用城墙豁口而修筑，由李鸿章命名为障川门，位于人民路、丽水路路口南侧，民国元年拆除。
福佑门、尚文门、拱辰门，宣统元年（1909年）同时辟筑，俗称新东门、小西门和小北门，为拆城与保城两派角力后，折衷的结果，民国元年拆除。

### 护城河
城墙外绕护城河，长1500余丈，宽6丈，深1丈7。护城河与水门相通，以利航运，并通黄浦江潮汐，藉以为城内居民供应新鲜水源及排泄污水。乾隆年间，护城河淤塞，知县李希舜下令疏浚，使之通舟楫。至清末护城河壅积淤塞，民国元年至民国3年拆城时，填没。

## 图集

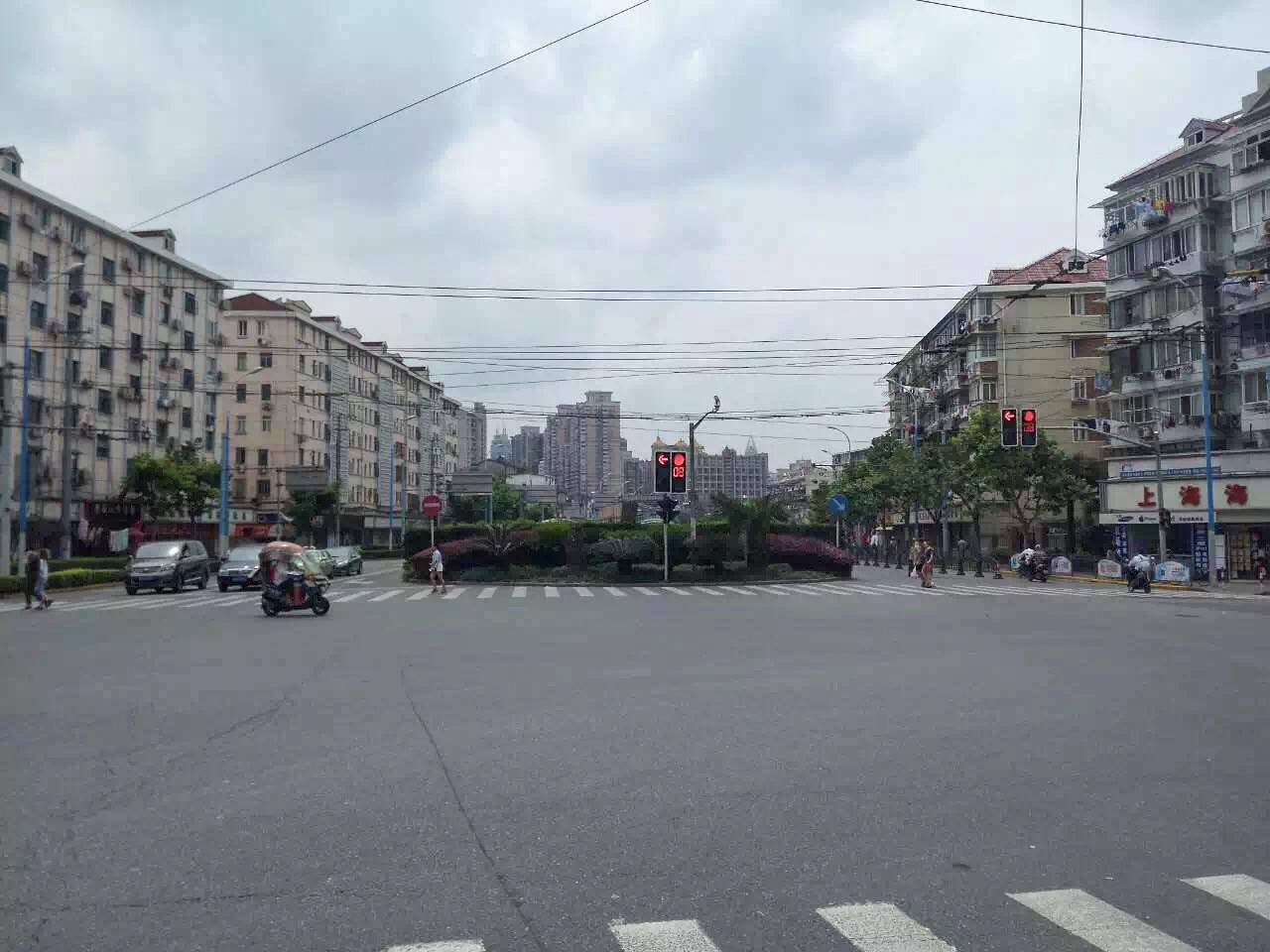
大东门
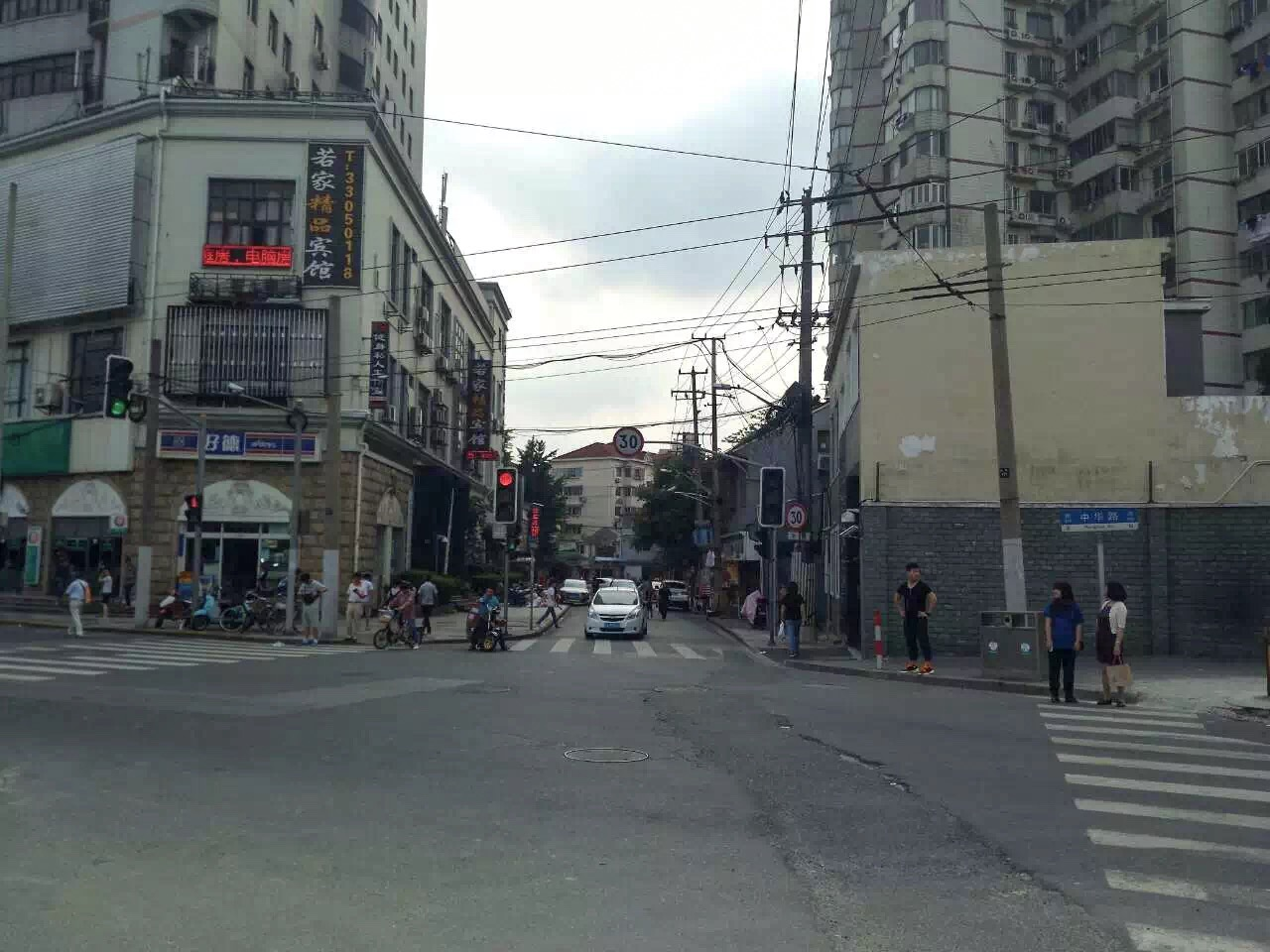
小南门水门
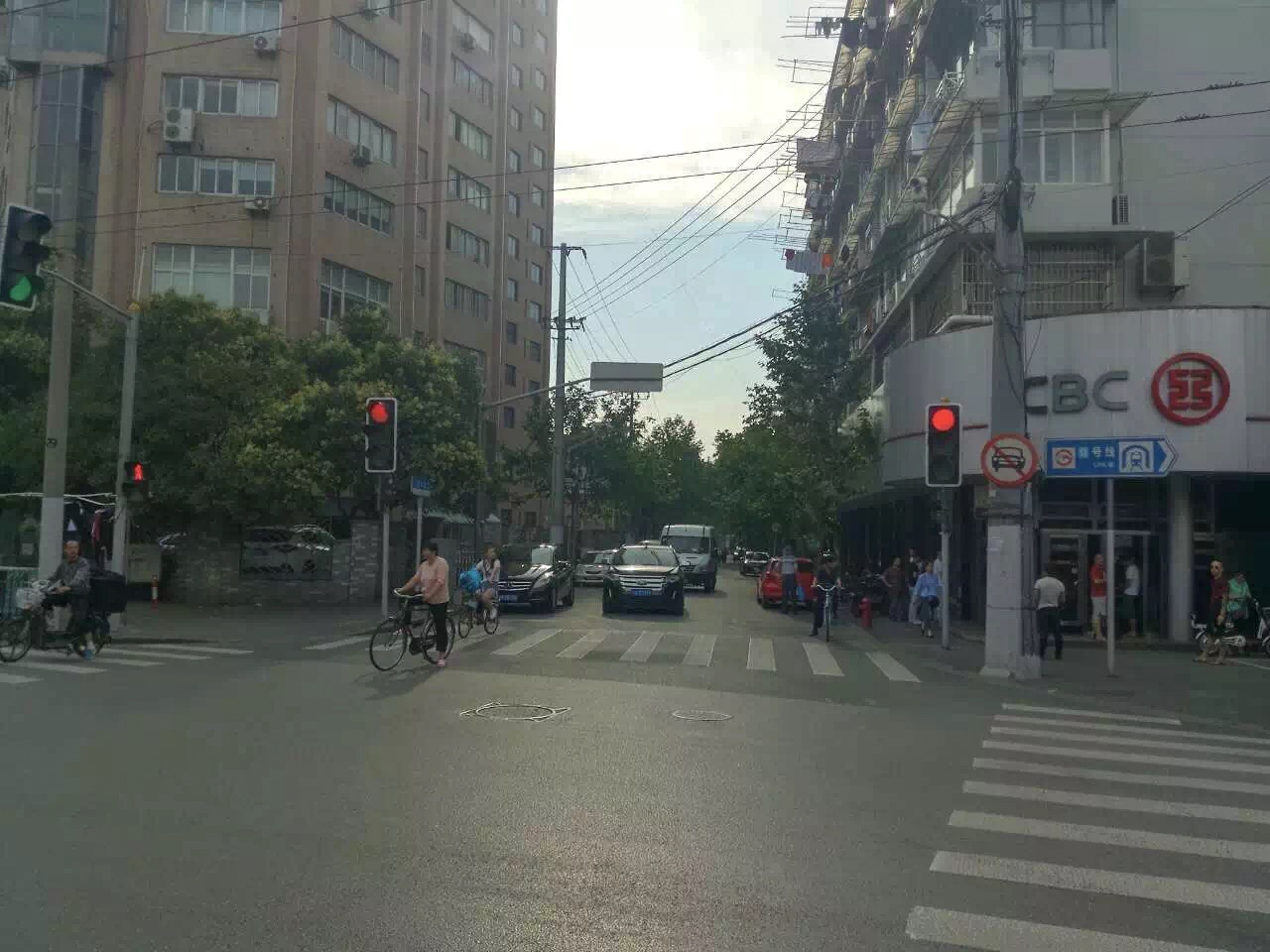
小南门
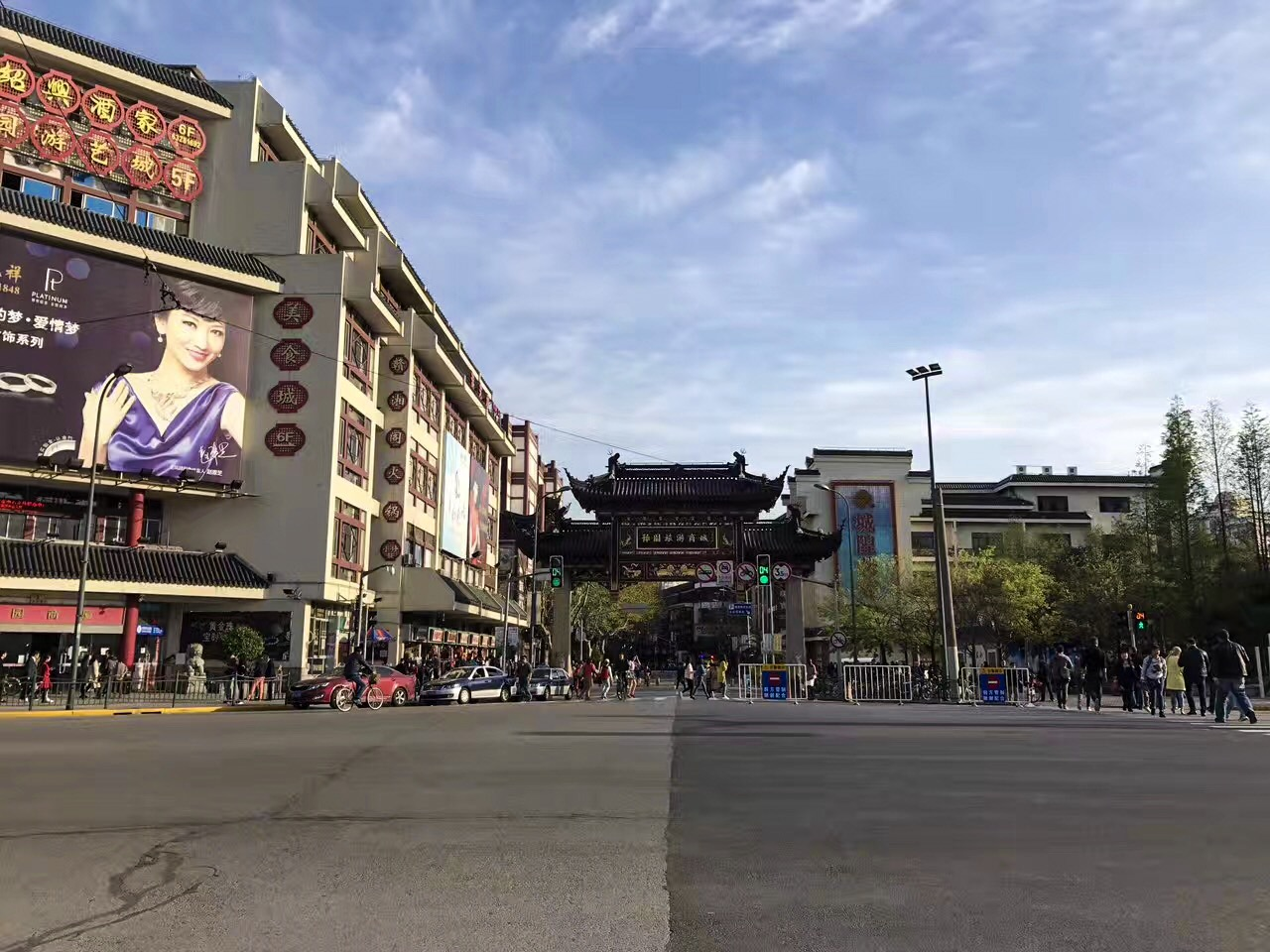
新北门
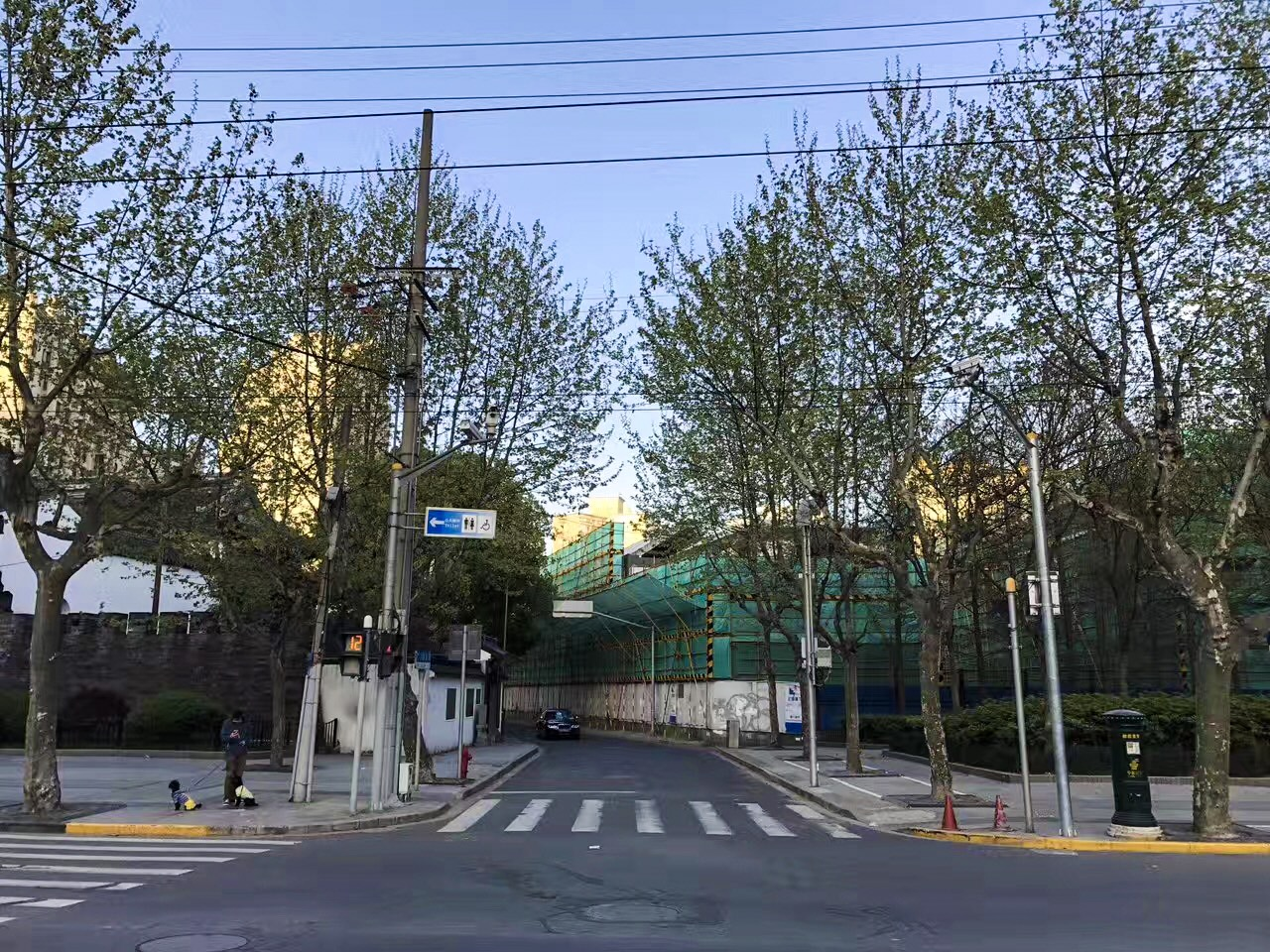
小北门
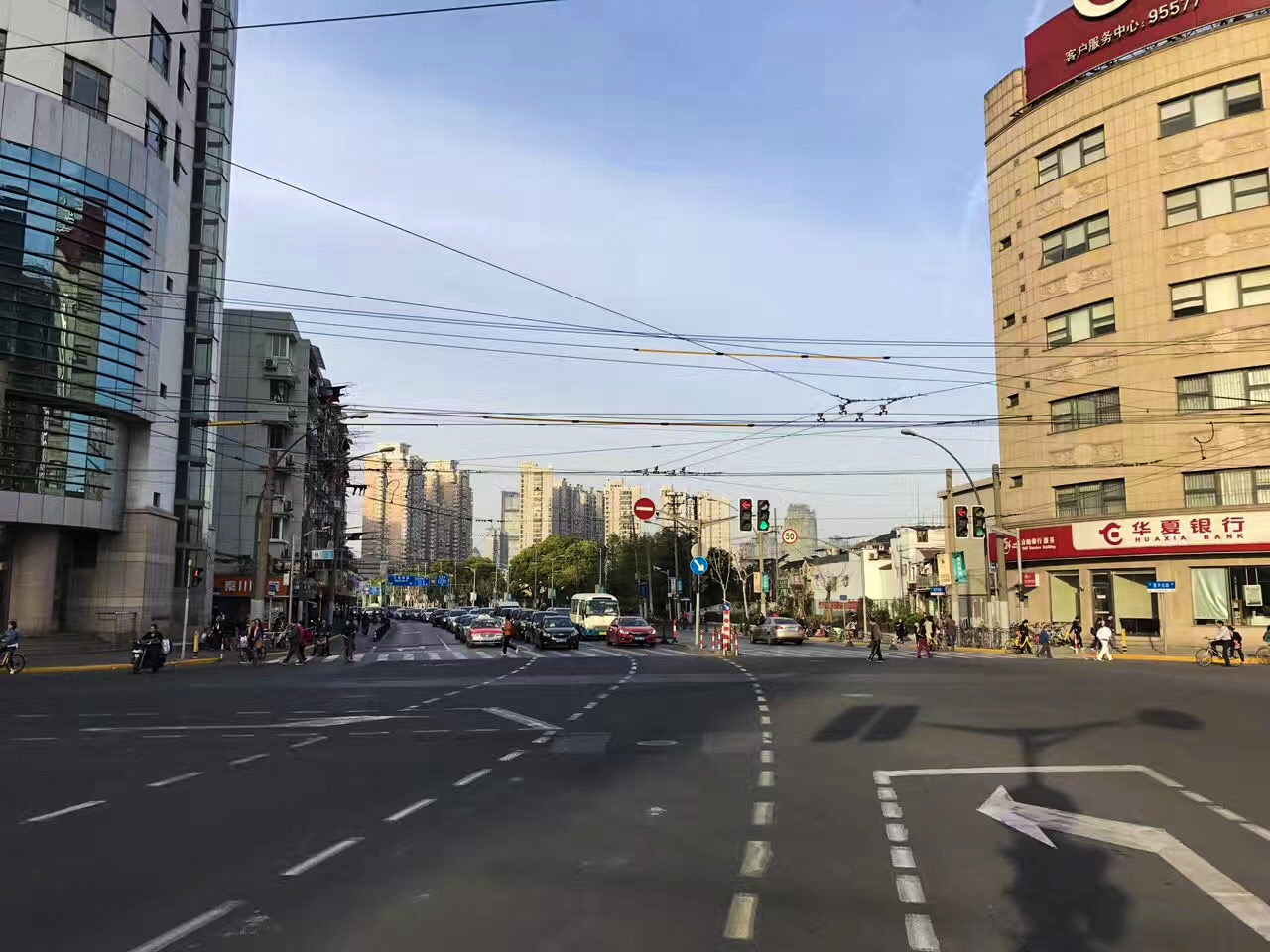
老西门
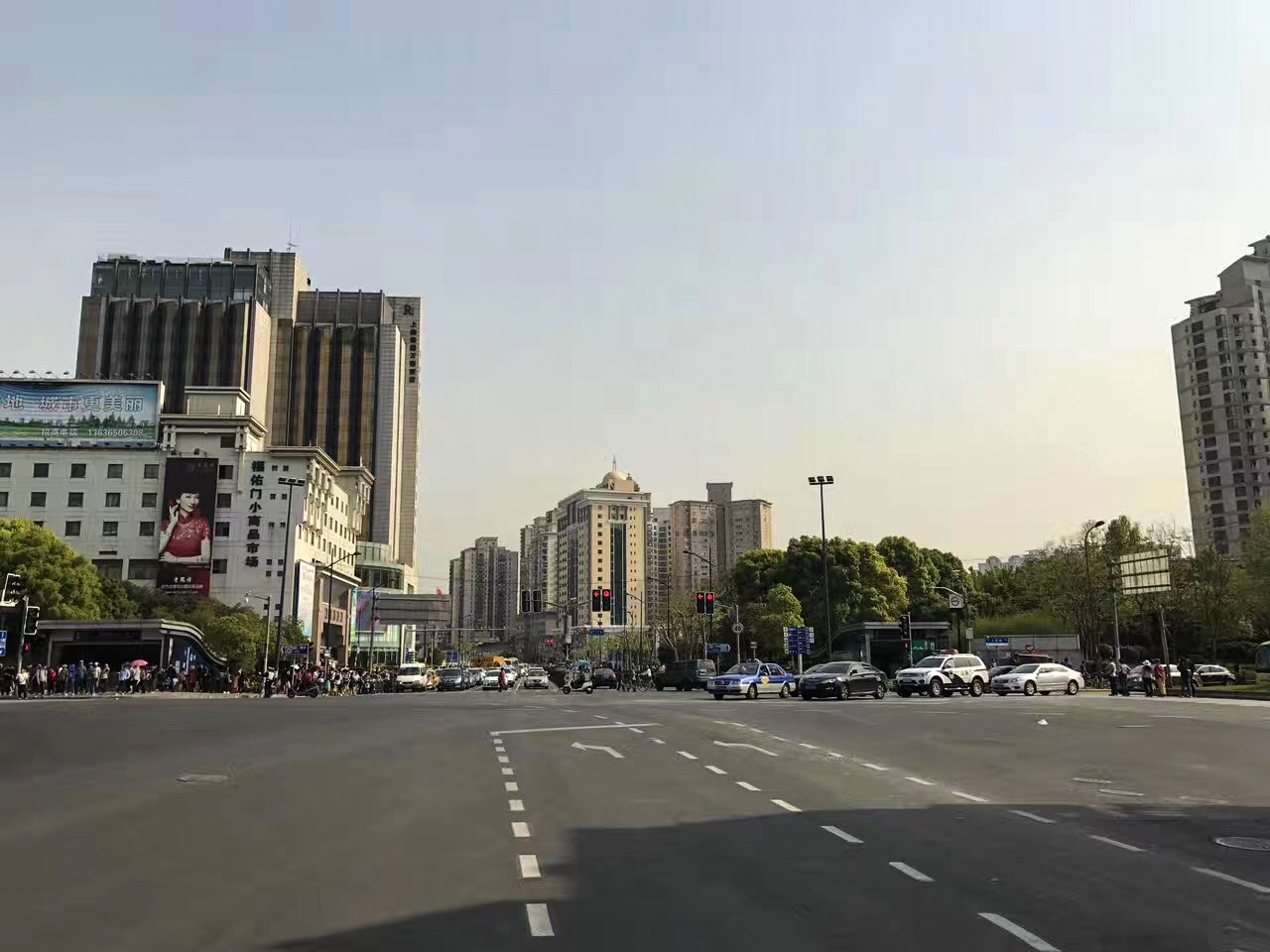
老北门
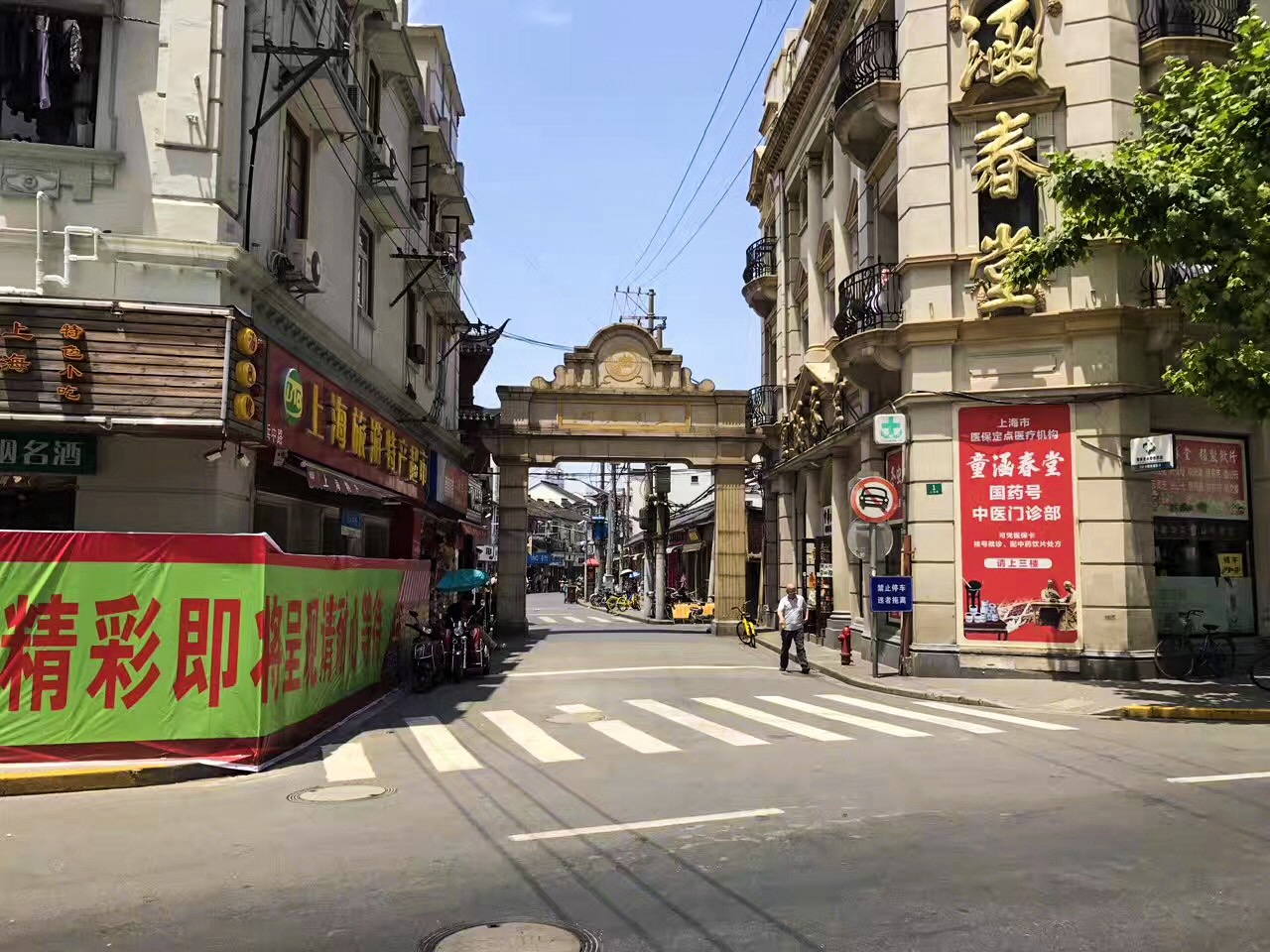
小东门
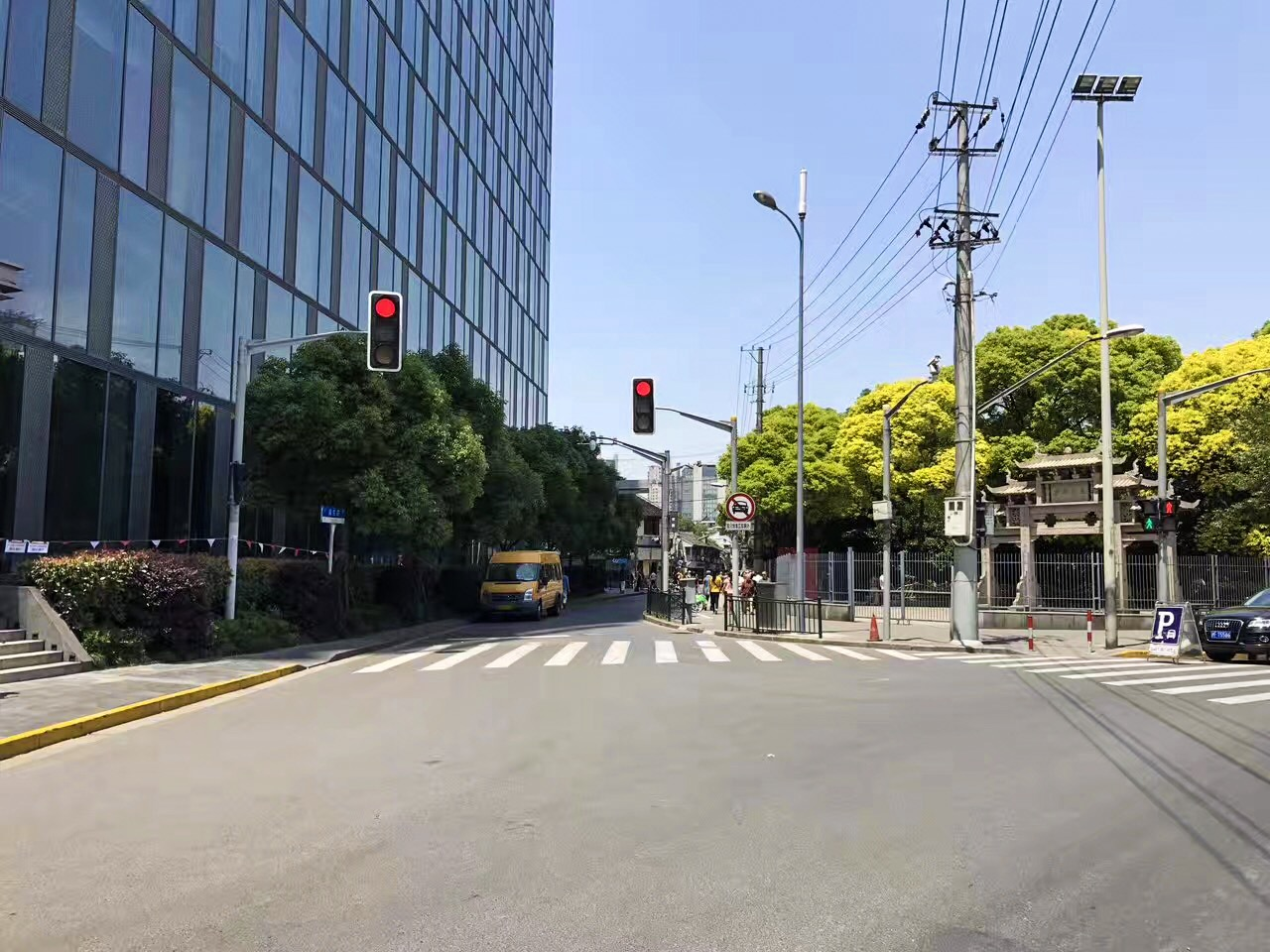
新东门
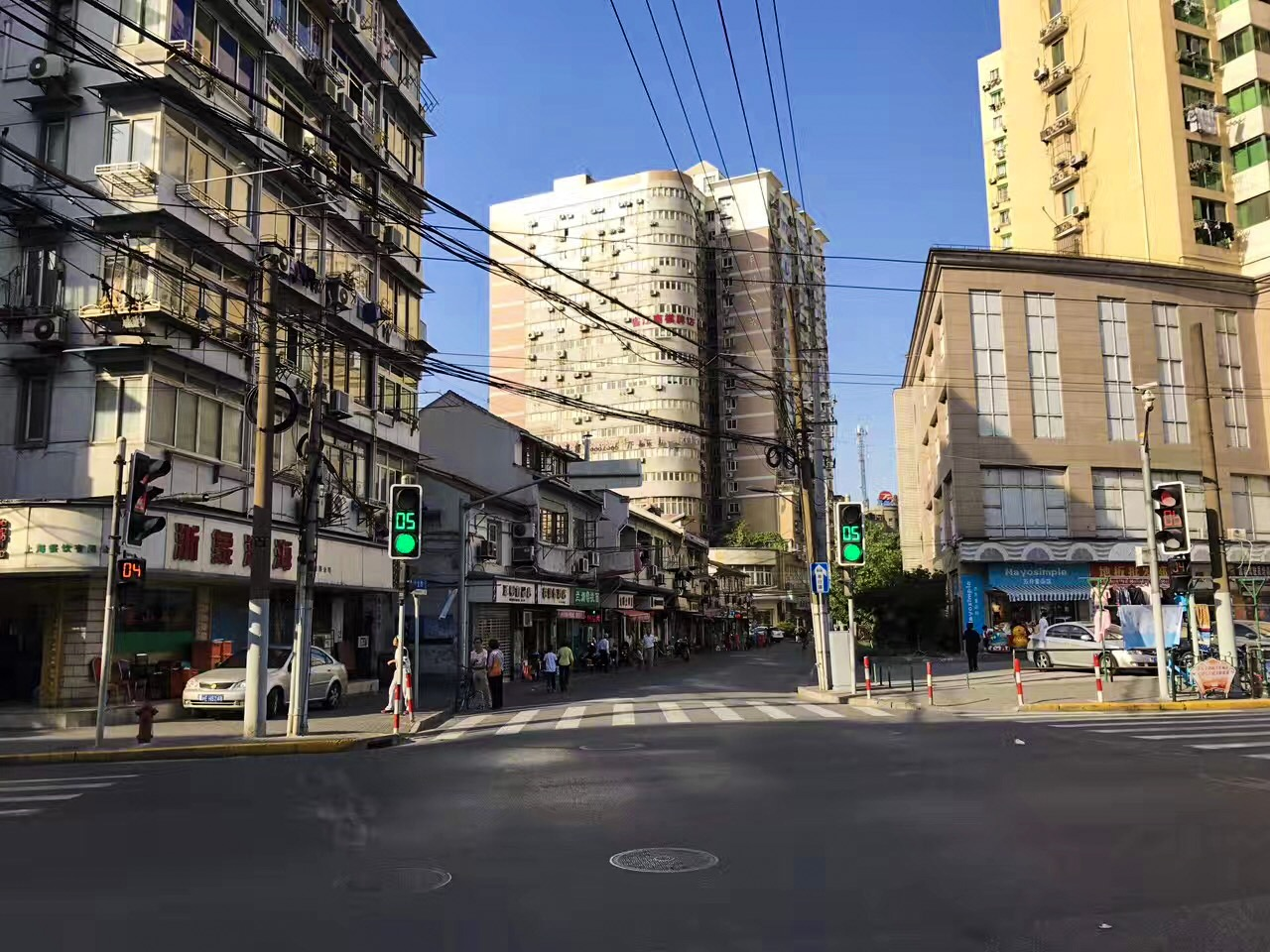
小西门
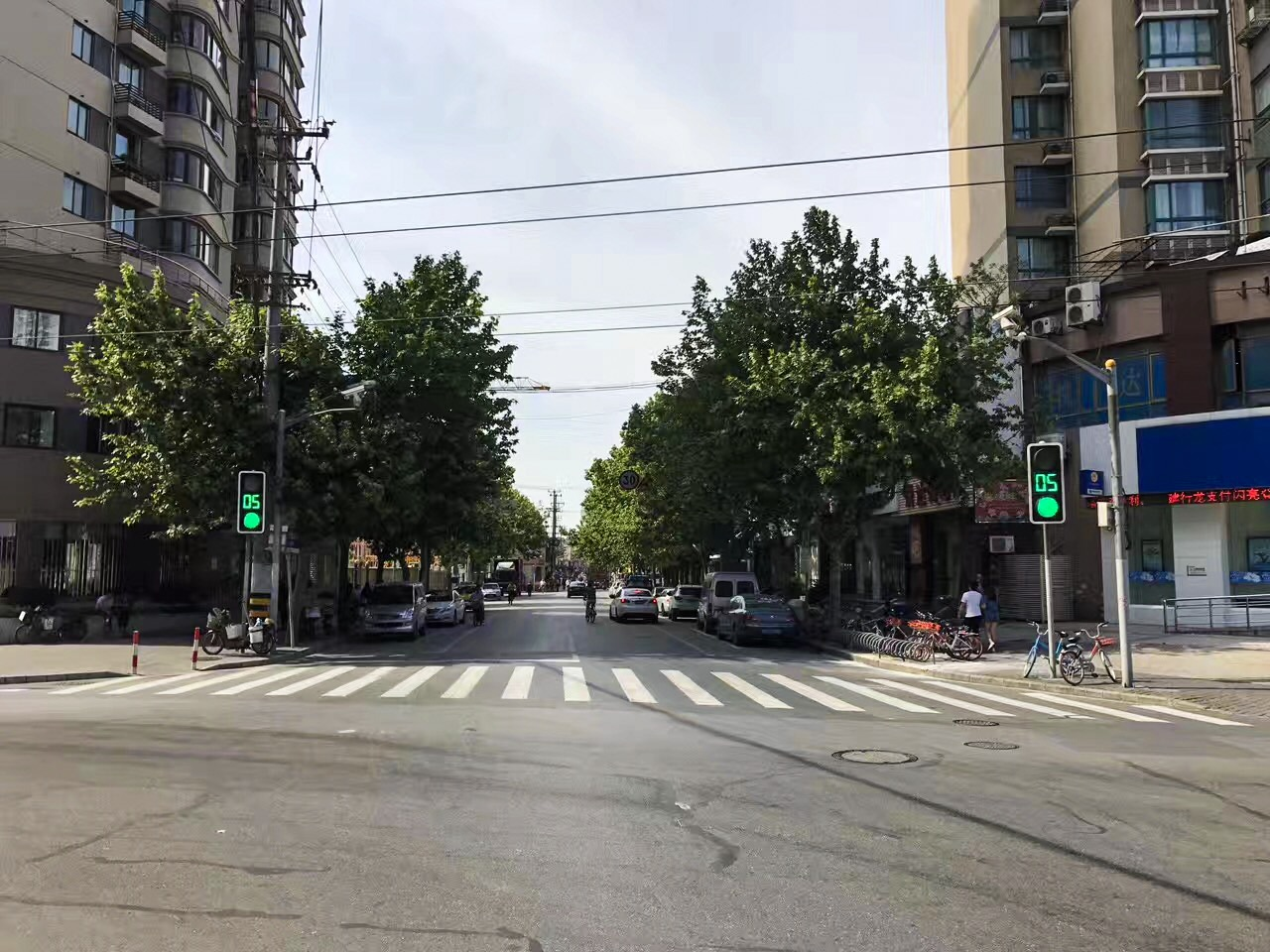
大南门